# Егоров, Игорь Вячеславович
И́горь Вячесла́вович Его́ров (род. 4 ноября 1968, Горький) — российский футбольный судья, бывший советский футбольный полузащитник.

## Биография

### Карьера игрока
Игорь Егоров занимался футболом с 7 лет и выступал на позиции полузащитника. Воспитанник СДЮШОР № 8 города Горький, обучался вместе с Дмитрием Черышевым, Игорем Гореловым, Владимиром Кураевым и Александром Щукиным. После окончания школы перешёл в команду «Химик» из Дзержинска, где играл во Второй группе чемпионата СССР. В 1988 году был призван в армию, проходил службу в 4-й гвардейской танковой дивизии. В середине сезона 1990 года был приглашён в «Локомотив» (Горький), однако получил травму боковых связок и повреждения двух менисков. Вследствие этого Игорь завершил профессиональную игровую карьеру: боли в коленях заставили его отклонить предложение арзамасского «Торпедо».

### Карьера судьи
После завершения карьеры футболиста Егоров занялся бизнесом, открыв небольшую фабрику по спортивной одежды и клуб-бар «Соккер». По предложению Семёна Шапиро он начал в 1995 году судейскую карьеру. Обслуживал матчи Всемирных юношеских игр 1998 года: за несколько месяцев до турнира он попал в автомобильную аварию, однако сумел восстановиться к началу Игр. Обслуживал долгое время матчи Второй лиги, с 2000 года судья Первого дивизиона (ныне ФНЛ). Матчи высшего дивизиона судил с 2001 года, дебютом стала игра между «Аланией» и московским «Динамо». Всего в 2001 году Егоров проработал в 10 матчах, в 2002 году провёл уже 16 встреч. В 2003 году утверждён судьёй ФИФА от России.
Перед первым сбором УЕФА Егоров почувствовал серьёзную боль в колене: последствия полученной им в 1990 году травмы давали о себе знать. Ему удалось с большим трудом сдать тест на физическую подготовку: его подготовкой и лечением руководили Александр Гвардис и Станислав Сухина. В мае 2003 года Егоров судил одну из встреч отборочного турнира к чемпионату Европы U-19, а в августе дебютировал в квалификации к Кубку УЕФА. Также в активе Егорова — судейство пяти встреч квалификации к чемпионату Европы U-19 2006 года, одного матча квалификации к молодёжному чемпионату Европы 2006 года, матч отбора на чемпионат Европы 2008 года от 2 сентября 2006 года между Шотландией и Фарерских островов (Шотландия выиграла 6:0, забив дважды с пенальти, назначенных Игорем Егоровым) и матч отбора на чемпионат мира 2010 года от 11 октября 2010 года между Люксембургом и Израилем (победа Израиля 1:3, один гол забит с пенальти). Всего Егоров работал на матчах Лиги чемпионов УЕФА сезонов 2006/07 и 2007/08, Кубках УЕФА сезонов 2003/04, 2005/06, 2007/08, 2008/09 и Лиге Европы 2010/11, а также двух матчах отбора на молодёжный чемпионат Европы 2011 года.
В 2007 году Егоров вошёл в пятёрку лучших судей по версии КФА. До начала чемпионата России по футболу 2009 года, раздал в общей сложности 607 жёлтых и 36 красных карточек. Всего назначил 36 пенальти. В большинстве матчей в судейской бригаде с Егоровым работали Владислав Ходеев из Воронежа и Андрей Малородов из Саратова. В 2006 и 2007 Егоров годах стал победителем престижного конкурса «Золотая мантия», проводимого газетой «Спорт-Экспресс». Последнюю встречу провёл 27 апреля 2012 года между «Ростовом» и «Тереком» (1:1).

### Скандалы
19 апреля 2009 года Ходеев и Малородов обслуживали матч 5-го тура между московским «Локомотивом» и петербургским «Зенитом» во главе с Александром Гвардисом, во время которого петербуржцы нарушили лимит на легионеров. На 81-й минуте матча тренер Зенита Дик Адвокат выпустил турецкого нападающего Фатиха Текке вместо россиянина Павла Погребняка. Поняв свою оплошность, на 85-й минуте вместо хорвата Ивицы Крижанаца тренер выпустил россиянина Романа Широкова. Таким образом, в течение четырёх минут на поле было семь легионеров. Контрольно-дисциплинарный комитет РФС оставил результат матча в силе, но предложил изменить регламент. 24 апреля 2009 года регламент был изменён, при этом судьи матча во главе с Гвардисом были отстранены КДК от судейства на первый круг розыгрыша Премьер-Лиги. В знак протеста против дисквалификации своих коллег, Егоров принял решение приостановить свою работу в премьер-лиге до конца первого круга.

### После карьеры судьи
Работал вице-президентом ФК «Нижний Новгород», спортивным директором нижегородской «Волги». В начале января 2017 года Егоров был назначен начальником махачкалинского «Анжи». С июля 2017 года — начальник команды «Енисей» Красноярск. С 30 апреля 2019 года — спортивный директор ФК «Локомотив-НН». Также являлся главным тренером команды — участницы чемпионата Нижегородской области. С октября 2020 по декабрь 2021 года — начальник команды «Факел» Воронеж.
22 июля 2022 года был включён в заявку клуба «Новосибирск» в качестве администратора. 7 сентября того же года сибирский коллектив объявил о расторжении договора с Егоровым по взаимному соглашению сторон.

## Личная жизнь
Выпускник Волжской государственной педагогической академии. Жена — Наталья. Сын — Егор — футболист, футбольный судья. В сезоне 2023/2024 Егор Егоров дебютировал в Первой лиге, а в том же сезоне отработал на матче 30-го тура Премьер-лиги «Рубин» — «Сочи» (1:1).